# Salvatierra de Santiago
Salvatierra de Santiago település Spanyolországban, Cáceres tartományban. Salvatierra de Santiago Zarza de Montánchez, Torre de Santa María, Valdefuentes, Benquerencia, Botija, Plasenzuela, Ruanes, Santa Ana és Robledillo de Trujillo községekkel határos. Lakosainak száma 248 fő (2024).

## Népesség
A település népessége az elmúlt években az alábbi módon változott:
| Lakosok száma | 433  | 386  | 355  | 302  | 313  | 251  | 236  | 312  | 284  | 248  |
|               | 2001 | 2004 | 2006 | 2009 | 2011 | 2014 | 2016 | 2019 | 2021 | 2024 |